# Woordwerk
Woordwerk was een literair tijdschrift dat van 1983 tot 1998 werd uitgegeven.

## Geschiedenis
Woordwerk was het tijdschrift van de christelijke auteursvereniging Schrijvenderwijs dat in 1983 werd opgericht, mede door lid en auteur Hans Werkman. Van het eerste nummer werden twintig exemplaren genummerd en gesigneerd door Werkman en bij de presentatie geveild. Na het vertrek van redacteur Bert Hofman in 1991 werd de band met de auteursvereniging verbroken en begon Werkman besprekingen met Dirk Zwart van het eveneens christelijk-literaire tijdschrift Bloknoot om tot samenwerking te komen. Dit leidde in 1998 tot het tijdschrift Liter waarin beide tijdschriften opgingen.
In 1999 verscheen een bundel verhalen die waren gekozen uit de twee voorgangers van Liter, samengesteld door de redacteuren van beide voorgangers: Werkman en Zwart; deze droeg de titel: Een steenworp afstand en andere verhalen.